# IC 633
IC 633 est une galaxie spirale située dans la constellation du Sextant. Sa vitesse par rapport au fond diffus cosmologique est de 5 928 ± 26 km/s, ce qui correspond à une distance de Hubble de 87,4 ± 6,1 Mpc (∼285 millions d'al). Elle a été découverte par l'astronome français Stéphane Javelle en 1893.
IC 633 renferme des régions d'hydrogène ionisé.

## Groupe de MCG 0-27-5
IC 633 fait partie du groupe de MCG 0-27-5 qui compte au moins 13 galaxies, dont IC 624, IC 632, IC 653, NGC 3243, NGC 3325 et NGC 3340.